# 二磷酸腺苷核糖基化

二磷酸腺苷核糖（ADP-核糖）

二磷酸腺苷核糖基化（英語：ADP-ribosylation）简称ADP-核糖基化，是将额外的单个或多个二磷酸腺苷核糖（ADP核糖）基团添加到蛋白质的氨基酸残基上的轉譯后修饰过程，会影响蛋白质的功能。；例如将NAD中的ADP核糖基部分与某些蛋白质的氨基酸残基发生共价连接的反应。这一过程可逆，涉及许多细胞中的过程，包括细胞信号传送、DNA修復、基因表达调控和细胞凋亡。
异常的ADP-核糖基化已被证明和一些癌症相关。它也是來自细菌的毒素之致病机理，如霍乱毒素、白喉毒素等。

## 歷史
ADP-核糖基化是在1960年代初期被第一次提出。 當時， Pierre Chambon及其同事觀察到母雞的肝的細胞核提取物中有ATP的嵌入。  在幾個不同的實驗室對不溶於酸的部分進行了廣泛研究之後，發現ADP-核糖的嵌入是源自於NAD+ 作為輔因子。 幾年後，確定了引起这種嵌入的酶，並將其命名為聚(ADP-核糖)聚合酶(Poly (ADP-ribose) glycohydrolase)。起初，該基團被認為是透過核糖糖苷鍵(ribose glycosidic bond)將ADP-核糖的單元間以線性地共價結合。後來發現，其每20至30個ADP殘基就會發生分支。 
首次發現單-ADP-核糖基化，是在一年後的毒素研究期間：發現白喉棒狀桿菌的白喉毒素是依賴NAD +，使其完全活化，從而發現了單-ADP-核糖基轉移酶(mono-ADP-ribosyl transferase)催化單個ADP結合。 
最初認為ADP-核糖基化是僅涉及基因調控的轉譯後修飾 。 然而，隨著發現更多具有ADP-核糖基化蛋白能力的酶，ADP-核糖基化的多功能性質變得顯而易見。在1980年代後期發現了第一個具有聚ADP-核糖轉移酶活性的哺乳動物酶。在接下來的15年中，它被認為是能夠在哺乳動物細胞中添加ADP-核糖鏈的唯一酶。  在1980年代後期，發現了ADP-核糖基環化酶，該酶在蛋白質上添加環ADP核糖(Cyclic ADP-ribose)。 最後，還發現了sirtuins，也一樣具有單ADP-核糖基轉移酶活性 ，同時是個以NAD +作為輔因子脫酰基酶。  

## 催化機制

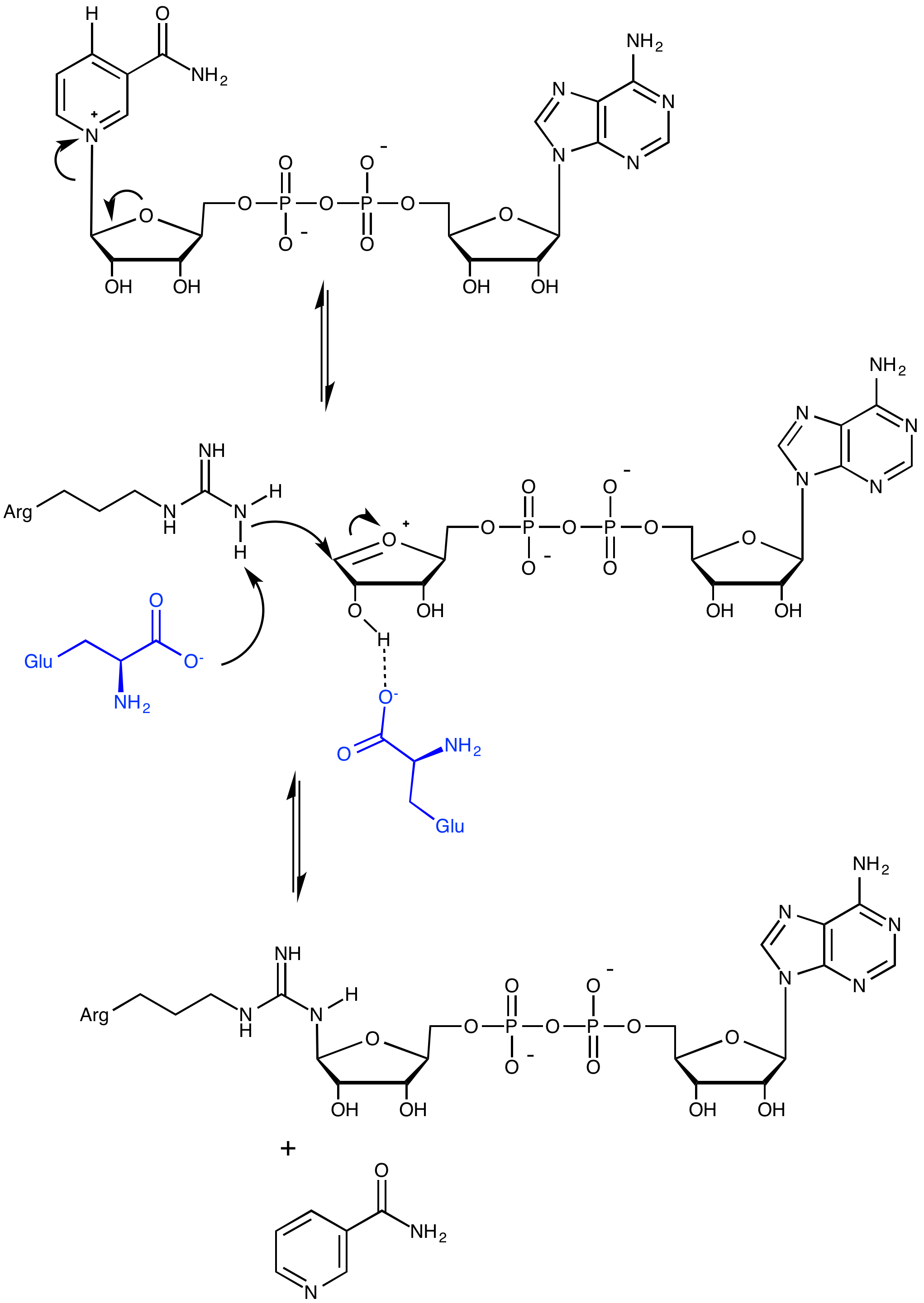
ADP核糖基化的機制，催化酶的殘基為藍色。

大多數執行此修飾的酶的ADP-核糖來源是氧化還原輔因子NAD + 。 在該轉移反應中，連接ADP-核糖分子和煙酰胺(nicotinamide)基團的NAD +的N-糖苷鍵被裂解，隨後被目標氨基酸側鏈親核攻擊 。 ADP-核糖基轉移酶可以進行兩種類型的修飾：單-ADP核糖基化和聚-ADP核糖基化。 

### 單-ADP-核糖基化
單-ADP核糖基轉移酶通常使用高度保守的RS-EXE酶基元催化將ADP-核糖添加至精胺酸側鏈。  反應是通過破壞煙酰胺和核糖之間的鍵來進行的，從而形成氧鎓離子 。 接下來，靶蛋白的精氨酸側鏈隨後發揮親核試劑的作用，攻擊與氧離子相鄰的親電子碳。為了使該步驟發生，精氨酸親核試劑被催化酶上的麩氨酸殘基去質子化 。另一個保守的麩氨酸殘基與核糖鏈上的一個羥基形成氫鍵，以進一步促進這種親核攻擊。裂解反應的結果，煙酰胺被釋放。該修飾可以通過ADP-核糖基水解酶逆轉，該酶裂解精氨酸和核糖之間的N-糖苷键以釋放ADP-核糖和未修飾的蛋白質。 NAD +不能通過逆反應恢復。 

### 聚ADP-核糖基化
聚（ADP-核糖） 聚合酶 （PARP）主要存在於真核生物中，並催化多個ADP-核糖分子轉移至靶蛋白。與單ADP核糖基化一樣，ADP核糖的來源為NAD + 。 PARPs使用His-Tyr-Glu 催化三聯體來促進NAD +的結合以及目標蛋白上現有聚ADP核糖鏈末端的定位。 Glu促進了兩個核糖分子之間的催化並形成（1-> 2）O-糖苷鍵。還有其他幾種酶可以識別聚ADP核糖鏈， 水解它們或形成分支。其中包含廣義定義的800多種蛋白質聚有ADP-核糖結合基序；因此，除了這種修飾能改變目標蛋白的構型和結構之外，它還可以用作標籤以募集其他蛋白或調節目標蛋白。

## 氨基酸特異性
最初，酸性氨基酸(麩氨酸和天冬氨酸 )被描述為ADP-核糖基化的主要位點。然而許多的ADP核糖受體位點，例如絲氨酸  ， 精氨酸  ，半胱氨酸  ，賴氨酸  ，二乙酰胺， 磷酸絲氨酸，和天冬酰胺也在隨後的研究中被發現。 

## 功能

### 细胞凋亡
在DNA損傷或細胞受到壓力期間，PARP會被激活，導致聚ADP-核糖量增加，而NAD +量减少。  十多年來，人們一直認為PARP1是哺乳動物細胞中唯一的聚ADP-核糖聚合酶，因此對該酶的研究最多。 胱天蛋白酶是半胱氨酸家族蛋白酶已知會起到至關重要的細胞程序性死亡 。 該蛋白酶將PARP-1切割成兩個片段，使其完全失活，從而限制了聚ADP-核糖的產生。其片段之一從細胞核遷移到細胞質，被認為是自體免疫的靶標。 
在不依賴半胱天冬酶的細胞凋亡過程中，也稱為parthanatos，由於PARP的激活或聚（ADP-核糖）糖水解酶poly(ADP-ribose) glycohydrolase的失活，可能導致聚-ADP-核糖的積累。 研究發現，聚ADP-核糖可驅動凋亡誘導因子蛋白向核的運輸，在核中進而導致DNA片段化 。 如果在壓力下發生胱天蛋白酶活化失敗，則會發生壞死。 PARPs受到腫瘤壞死因子蛋白的調節若過度活化會導致細胞程序性壞死。 儘管尚不清楚其機制，但已顯示PARP抑製劑會影響細胞程序性壞死。 

### 基因調控
ADP-核糖基化可以在幾乎每個調控水平上影響基因表達 ，包括染色質組態，轉錄因子募集和結合以及mRNA加工。 
核小體的組態是調節基因表達的關鍵：核小體的間隔和組態會改變DNA區域，這DNA區域可用於轉錄機制的結合並轉錄DNA。 PARP1是一種多聚ADP核糖聚合酶，已被證明可通過修飾组蛋白來影響染色質結構並促進核小體組織的變化。 

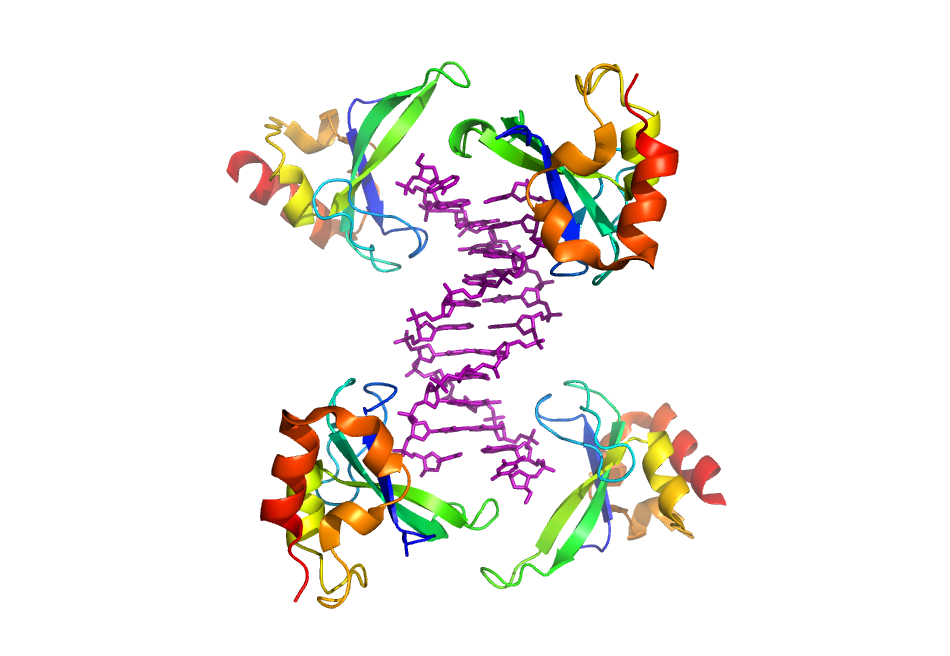
PARP1鋅指域與DNA結合的晶體結構（紫色）。 PDB：4AV1

過去已經發現PARP影響轉錄因子結構並引起許多轉錄因子的募集以在DNA形成複合物並引發轉錄。還顯示了單ADP-核糖基轉移酶影響啟動子處的轉錄因子結合。例如，PARP14（一種單ADP-核糖基轉移酶）會影響STAT轉錄因子的結合。 
一些可結合mRNA的ADP-核糖基轉移酶，可能導致該基因轉錄的沉默 。 

### DNA修復
聚ADP-核糖聚合酶（PARP）可以在單鏈斷裂和雙鏈斷裂的DNA修復中發揮作用。 在單鏈斷裂修復（ 鹼基切除修復(base excision repair) ）中，PARP可以促進氧化糖的去除或DNA鏈的斷裂。 PARP1結合斷裂的單鏈DNA，並拉住附近的鹼基切除修復中間體。這些中間體包括XRCC1和APLF，可以直接或通過APLF的PBZ域而 
募集。  這將能合成聚ADP核糖。 PBZ結構域存在於許多涉及DNA修復的蛋白質中，能與PARP結合，從而導致ADP-核糖基化，並募集修復因子在斷裂位點與之相互作用。 
有許多機制可以修復受損的雙鏈DNA。 PARP1可能在其他非同源末端連接中充當突觸因子(synapsis factor)。 另外，DNA複制叉的複製當遇到損傷的DNA可能需要由PARP1來減慢並促進功能失調的複製叉處的同源重组。 PARP1和PARP3可能協同作用於修復雙鏈DNA，並且已經證明PARP3對雙鏈斷裂的解析至關重要。 PARP1和PARP3符合了兩個假設。 第一個假設指出，兩種ADP-核糖基轉移酶作用是在其中一個失去活性與否。如果PARP3丟失，則會導致單鏈DNA斷裂，從而招募PARP1。第二個假設表明這兩種酶共同起作用。 PARP3催化單ADP核糖基化和短聚ADP核糖基化，並用於激活PARP1。 
PARP有許多目標蛋白質在DNA損傷的部位。 KU蛋白和DNA-PKcs都是雙鏈DNA斷裂修復機制的一部分，其ADP-核糖基化位點未知。 組蛋白是PARP的另一個目標蛋白質。 DNA損傷後，所有核心組蛋白 (core histones)和接頭組蛋白 (linker histone) H1均會被ADP核糖基化。 這些修飾的功能仍是未知的，但是這現象已經被提出，ADP-核糖基化調節高階染色質结構，以促進修復因子遷移到DNA損傷中更易接近的位點。 

### 蛋白質降解
在蛋白質的降解機制中主要是由泛素-蛋白酶體系統（UPS）將蛋白質降解。 26S蛋白酶體由催化次單元（20S核心顆粒）和調節次單元（19S帽）組成。  聚泛素鏈標記蛋白質以被蛋白酶體降解，從而使標記的蛋白質水解成較小的肽。 
Tankyrase（TNKS），一種ADP-核糖基轉移酶，與蛋白酶體調節劑PI31相互作用。 果蠅和人類細胞株中的證據表明，TNKS的錨蛋白域（ANK）有助於與PI31的N端TNKS結合基序和C端HbYX域相互作用。 將通過TNKS的PARP域促進PI31的ADP-核糖基化。 另外，顯示了用TNKS抑製劑XAV939處理果蠅細胞會減弱26S蛋白酶體的活性。 此外，已經證明PI31的ADP-核糖基化可以阻斷PI31介導的20S顆粒的α-次單元的抑制。 因此，一個有效的假設是，tankyrase介導的ADP-核糖基化以降低PI31的活性，進而降低了蛋白酶體對蛋白質的降解。  

## 臨床意義

### 癌症
PARP1參與鹼基切除修復 (BER)，單鍊和雙鏈DNA斷裂修復以及穩定染色體。 它也通過促進蛋白質間相互作用來參與轉錄調控 。 PARP1使用NAD +來執行其在凋亡中的功能。 如果PARP變得過度活躍，則細胞的NAD +輔因子水平將下降，而ATP水平將下降，因此將發生壞死 。 這在致癌作用中非常重要，因為PARP1的缺陷細胞在癌症生長過程中具有生存優勢。 
在PARP1缺乏下對癌變的易感性在很大程度上取決於引起的DNA損傷的類型。 各種PARP參與預防癌變有許多含義。 如前所述，PARP1和PARP2與BER和染色體穩定性有關。 PARP3參與中心體調節。 端锚聚合酶(Tankyrase)是另一種涉及端粒長度調節的ADP-核糖聚合酶。 
在抗癌治療劑中，抑制PARP1也得到了廣泛研究。 PARP1抑製劑的作用機制過去被認為是通過抑制BRCA1/2缺陷型患者的PARP1修復功能來增強化學療法對癌細胞DNA的損傷。然而，近期有越來越多研究發現，對於非BRCA1/2缺陷型的癌症患者，PARP抑制劑也能發揮顯著的療效，例如作為晚期卵巢癌維持療法的藥物Niraparib這個PARP1/2抑制劑，就被證實能對無同源重組修復缺陷的患者有療效，因此推翻了PARP抑制劑只能用於治療BRCA1/2缺陷型患者的理論，可見這類藥物的機制遠比單純的影響DNA修復還來得更複雜。PARP被發現可參與調節基因轉錄、核糖體合成以及免疫活化等機制，不過這些機制是否與PARP抑制劑的藥物作用機轉有關，都尚待更多研究輔佐證實。
PARP14是另一種ADP-核糖基化酶，已針對癌症治療靶點進行了深入研究。它是STAT6轉錄相互作用蛋白的信號轉導和激活劑，並被證明與B細胞淋巴瘤的攻擊性有關。 

### 细菌毒素
細菌ADP-核糖基化外毒素（bARE）將NAD +的ADP-核糖部分共價轉移到感染的真核生物的靶蛋白上，從而產生煙酰胺和游離氫離子。 bARE作為酶原產生，由" A"和"B"域组成："A"域負責ADP核糖基化活性；而"B"域，用於使酶在細胞膜上易位。 這些域可以三種形式協同存在：第一，作為具有A和B域共價連接的單條多肽鏈；其次，在具有通過非共價相互作用結合的A和B域的多蛋白複合物中；第三，在剪切之前，具有不直接相互作用的A和B域的多蛋白複合物。 

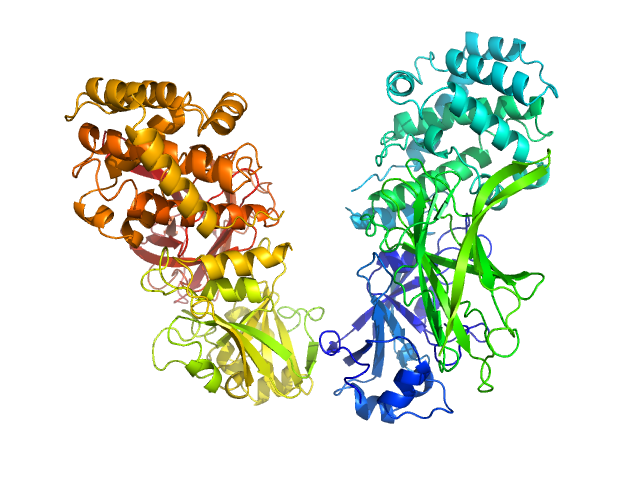
白喉毒素的晶體結構。 PDB：1MDT

激醫但被激活，bAREs將ADP-核糖基化數個真核蛋白；這種機制對於激發與ADP-核糖基化有關的疾病狀態至關重要，特別是GTP結合蛋白。 例如，霍亂和不耐熱腸毒素靶向異三聚體GTP結合蛋白的Gs的α-次單元 。 由於α-亞基是ADP-核糖基化的，因此它永久處於"活躍"的GTP結合狀態；隨後細胞內環狀AMP的激活會刺激腸上皮細胞釋放液體和離子。 此外， 肉毒桿菌 C3 ADP-核糖基化了GTP結合蛋白Rho和Ras ， 百日咳毒素 ADP-核糖基化了Gi ，Go和Gt。 白喉毒素 ADP-核糖基化了核糖體延伸因子EF-2 ，從而減弱了蛋白質的合成。  
有許多種細菌在感染中使用bARE，例如：肺炎支原體的 CARDS毒素；霍亂弧菌的霍亂毒素；大腸桿菌的不耐熱腸毒素 ；綠膿桿菌的外毒素A；百日咳桿菌的百日咳毒素; 肉毒桿菌的C3毒素和白喉桿菌的白喉毒素 。 越来越多的研究表明ADP-核糖基转移酶在病原菌入侵宿主中扮演重要的角色，例如最新研究发现，条件致病菌紫色色杆菌可分泌效应蛋白CteC，特异性对宿主细胞内的泛素分子进行单ADP-核糖基化修饰，进而广泛干扰宿主泛素通路。

## 延伸閱讀
- 組蛋白代碼
- 細胞信號
- PARP-1
- 霍亂毒素
- NAD + ADP-核糖基轉移酶
- 百日咳毒素
- 轉譯後修飾